# Soudal Quick-Step/2023
Deze pagina geeft een overzicht van de UCI World Tour wielerploeg Soudal-Quick Step in 2023.

## Algemeen
Algemeen manager: Patrick Lefevere
Teammanager: Wilfried Peeters
Ploegleiders: Davide Bramati, Iljo Keisse, Klaas Lodewyck, Tom Steels, Geert Van Bondt
Coach: Vasilis Anastopoulos
Fietsmerk: Specialized

## Renners
| Naam               | Geboortedatum | Nationaliteit       | Ploeg 2022                         |
| ------------------ | ------------- | ------------------- | ---------------------------------- |
| Julian Alaphilippe | 11-06-1992    | Frankrijk           |                                    |
| Kasper Asgreen     | 08-02-1995    | Denemarken          |                                    |
| Andrea Bagioli     | 23-03-1999    | Italië              |                                    |
| Davide Ballerini   | 21-09-1994    | Italië              |                                    |
| Mattia Cattaneo    | 25-10-1990    | Italië              |                                    |
| Rémi Cavagna       | 10-08-1995    | Frankrijk           |                                    |
| Josef Černý        | 11-05-1993    | Tsjechië            |                                    |
| Tim Declercq       | 21-03-1989    | België              |                                    |
| Dries Devenyns     | 22-07-1983    | België              |                                    |
| Remco Evenepoel    | 25-01-2000    | België              |                                    |
| Jan Hirt           | 21-01-1991    | Tsjechië            | Intermarché-Wanty-Gobert Matériaux |
| Fabio Jakobsen     | 31-08-1996    | Nederland           |                                    |
| James Knox         | 04-11-1995    | Verenigd Koninkrijk |                                    |
| Yves Lampaert      | 10-04-1991    | België              |                                    |
| Fausto Masnada     | 06-11-1993    | Italië              |                                    |
| Tim Merlier        | 30-10-1992    | België              | Alpecin-Deceuninck                 |
| Michael Mørkøv     | 30-04-1985    | Denemarken          |                                    |
| Casper Pedersen    | 15-03-1996    | Denemarken          | Team DSM                           |
| Mauro Schmid       | 04-12-1999    | Zwitserland         |                                    |
| Florian Sénéchal   | 10-07-1993    | Frankrijk           |                                    |
| Pieter Serry       | 21-11-1988    | België              |                                    |
| Jannik Steimle     | 04-04-1996    | Duitsland           |                                    |
| Martin Svrček      | 17-02-2003    | Slowakije           |                                    |
| Bert Van Lerberghe | 29-09-1992    | België              |                                    |
| Stan Van Tricht    | 20-09-1999    | België              |                                    |
| Ilan Van Wilder    | 14-05-2000    | België              |                                    |
| Mauri Vansevenant  | 01-06-1999    | België              |                                    |
| Ethan Vernon       | 26-08-2000    | Verenigd Koninkrijk |                                    |
| Louis Vervaeke     | 06-10-1993    | België              |                                    |

### Vertrokken
| Naam                  | Geboortedatum | Nationaliteit       | Ploeg 2023              |
| --------------------- | ------------- | ------------------- | ----------------------- |
| Mark Cavendish        | 21-05-1985    | Verenigd Koninkrijk | Astana Qazaqstan        |
| Mikkel Frølich Honoré | 21-01-1997    | Denemarken          | EF Education-EasyPost   |
| Iljo Keisse           | 21-12-1982    | België              | Gestopt                 |
| Stijn Steels          | 21-08-1989    | België              | Gestopt                 |
| Zdeněk Štybar         | 11-12-1985    | Tsjechië            | Team BikeExchange-Jayco |

## Overwinningen
| Nationale kampioenschappen wielrennen België - weg: Remco Evenepoel Denemarken - tijdrit: Kasper Asgreen Frankrijk - tijdrit: Rémi Cavagna Wereldkampioenschap tijdrijden Remco Evenepoel Ronde van San Juan 2e etappe: Fabio Jakobsen Trofeo Palma - Palma Ethan Vernon Ronde van Oman 1e etappe: Tim Merlier 5e etappe: Mauri Vansevenant Figueira Champions Classic Casper Pedersen Ronde van Rwanda 1e etappe: Ethan Vernon* 2e etappe: Ethan Vernon* Ronde van de Algarve Bergklassement: Kasper Asgreen Ronde van de Verenigde Arabische Emiraten 1e etappe: Tim Merlier 2e etappe: TTT *1) 6e etappe: Tim Merlier Eindklassement: Remco Evenepoel Puntenklassement: Tim Merlier Jongerenklassement: Remco Evenepoel Faun-Ardèche Classic Julian Alaphilippe Parijs-Nice 1e etappe: Tim Merlier Tirreno-Adriatico 2e etappe: Fabio Jakobsen Nokere Koerse Tim Merlier Internationale Wielerweek 1e etappe: Rémi Cavagna 5e etappe (ITT): Rémi Cavagna Eindklassement: Mauro Schmid Puntenklassement: Mauro Schmid | Ronde van Catalonië 3e etappe: Remco Evenepoel 7e etappe: Remco Evenepoel Bergklassement: Remco Evenepoel Jongerenklassement: Remco Evenepoel Ronde van het Baskenland Ploegenklassement: *2) Luik-Bastenaken-Luik Remco Evenepoel Ronde van Romandië Proloog: Josef Černý 1e etappe: Ethan Vernon Ronde van Italië 1e etappe (ITT): Remco Evenepoel 9e etappe (ITT): Remco Evenepoel Ronde van Hongarije 2e etappe: Fabio Jakobsen Vierdaagse van Duinkerke 6e etappe: Tim Merlier Critérium du Dauphiné 2e etappe: Julian Alaphilippe Ronde van België 2e etappe: Fabio Jakobsen 5e etappe: Fabio Jakobsen Ronde van Zwitserland 7e etappe: Remco Evenepoel Ronde van Frankrijk 18e etappe: Kasper Asgreen Ronde van Wallonië 5e etappe: Andrea Bagioli Ronde van Polen 1e etappe: Tim Merlier 6e etappe (ITT): Mattia Cattaneo 7e etappe: Tim Merlier Clásica San Sebastián Remco Evenepoel Ronde van Denemarken 2e etappe: Fabio Jakobsen 4e etappe: Fabio Jakobsen | Ronde van Duitsland Proloog: Ethan Vernon 1e etappe: Ilan Van Wilder Eindklassement: Ilan Van Wilder Puntenklassement: Ethan Vernon Jongerenklassement: Ilan Van Wilder Ronde van Spanje 3e etappe: Remco Evenepoel 14e etappe: Remco Evenepoel 18e etappe: Remco Evenepoel Bergklassement: Remco Evenepoel Strijdlustklassement: Remco Evenepoel Ronde van Slowakije 1e etappe: Rémi Cavagna 2e etappe: Tim Merlier 3e etappe: Andrea Bagioli 4e etappe: Tim Merlier 5e etappe: Kasper Asgreen Eindklassement: Rémi Cavagna Puntenklassement: Tim Merlier Ploegenklassement: *3) Ronde van de Drie Valleien Ilan Van Wilder Ronde van Piemonte Andrea Bagioli |

* als lid van het opleidingsteam
*1) Ploeg Ronde van de Verenigde Arabische Emiraten: Černý, Evenepoel, Merlier, Schmid, Serry, Van Lerberghe, Vervaeke
*2) Ploeg Ronde van het Baskenland: Bagioli, Cattaneo, Cavagna, Devenyns, Knox, Schmid, Svrček
*3) Ploeg Ronde van Slowakije: Asgreen, Bagioli, Cavagna, Černý, Declercq, Merlier, Van Lerberghe
Mannen:   2003 · 2004 · 2005 · 2006 · 2007 · 2008 · 2009 · 2010 · 2011 · 2012 · 2013 · 2014 · 2015 · 2016 · 2017 · 2018 · 2019 · 2020 · 2021 · 2022 · 2023 · 2024 · 2025
Vrouwen:   2019 · 2020 · 2021 · 2022 · 2023 · 2024 · 2025
AG2R-Citroën · Alpecin-Deceuninck · Astana Qazaqstan · Bahrain Victorious · BORA-hansgrohe · Cofidis · EF Education-EasyPost · Groupama-FDJ · INEOS Grenadiers · Intermarché-Circus-Wanty  · Jumbo-Visma · Movistar Team · Soudal-Quick Step · Team Arkéa Samsic · Team DSM · Team Jayco AlUla · Trek-Segafredo · UAE Team Emirates